# Tour penchée de Soyons
La tour penchée de Soyons est située sur la commune de Soyons dans le département de l'Ardèche  en France.

## Localisation
La tour est située sur la commune de Soyons, dans le département français de l'Ardèche. Le plateau de Malpas, d’une altitude de 218 mètres, surplombe la commune, les rives du Rhône, et l'agglomération valentinoise.

## Historique
Le site de Malpas est occupé sporadiquement depuis l’époque protohistorique (environs du VIIe siècle avant notre ère). Le peuple des Segovellauni y établit son oppidum, plusieurs fois détruit et reconstruit. Après une période d’abandon, le site est à nouveau occupé au Moyen Âge. À la fin du XIIe siècle, le plateau et le village sont fortifiés.
La tour aurait été construite en 1245 par l'évêque de Valence pour protéger l'abbaye de Soyons.
Au cours des guerres de Religion, les protestants investissent le lieu. Plusieurs sièges et attaques sont menés contre eux, à partir de 1627 jusqu’au dernier siège de 1629 qui voit la victoire des armées royales menées par le duc Henri II de Montmorency. Les fortifications du village et du Malpas sont démolies, à l’exception de cette unique tour.
L'édifice est inscrit au titre des monuments historiques en 1927.

## Description
La tour penchée est une tour quadrangulaire, sur le plateau de Malpas dominant la commune de Soyons, le Rhône et l'agglomération valentinoise. La tour présente trois niveaux. Les premier et deuxième étaient voûtés.
Sa construction date de la fin du XIIe ou du début du XIIIe siècle. C’est le seul vestige subsistant des importantes fortifications qui occupaient le plateau, et qui furent détruites après leur prise par les troupes royales en 1629. La forte inclinaison de la tour est le résultat des démolitions inachevées qui ont affaibli sa base. Des travaux de consolidation récents nettement visibles (parties plus claires) atténuent aujourd’hui l’effet « dramatique » de cette inclinaison.